# Seelenfrieden (Roman)
Seelenfrieden (Originaltitel: Huzur) ist ein Roman des türkischen Schriftstellers Ahmet Hamdi Tanpınar aus dem Jahr 1949. Der Roman spielt im postrevolutionären Istanbul, kurz vor Ausbruch des Zweiten Weltkriegs und schildert die Geschichte einer gescheiterte Beziehung zwischen einem jungen Historiker und einer älteren, kürzlich geschiedenen Frau aus der Istanbuler Oberschicht. Verhandelt werden dabei auch Fragen der nationalen Identität am Übergang vom Osmanischen Reich zur türkischen Republik. Orhan Pamuk bezeichnete den Roman in seinen Memoiren als einen der bedeutendsten Romane über Istanbul. Die deutsche Übersetzung durch Christoph K. Neumann erschien 2008 beim Unionsverlag.

## Handlung
Dargestellt wird eine kritische Periode im Leben von vier Hauptpersonen in Istanbul kurz vor Ausbruch des Zweiten Weltkriegs: Mümtaz, ein siebenundzwanzig Jahre alter Assistent an der literaturwissenschaftlichen Fakultät, İhsan, sein älterer Cousin und Mentor, Nuran, seine frisch geschiedene Geliebte, und Suat, ein gemeinsamer Bekannter des Paares, der aufgrund seiner körperlichen und seelischen Leiden mit sich und der Welt hadert und mit allen Mitteln versucht, die Verbindung zwischen Mümtaz und Nuran zu vereiteln. Der Roman gliedert sich in vier Teile, die jeweils nach einer dieser Figuren benannt sind.
Erster Teil: İhsan
Mümtaz lebt seit dem Tod seiner Eltern bei seinem Cousin İhsan, der ihn herzlich in seine Familie aufgenommen hat und ihm gegenüber als väterlicher Freund und Mentor agiert, aktuell aber schwer erkrankt ist. Von Sorge um seinen kranken Cousin erfüllt, und darüber hinaus an Liebeskummer leidend, streift Mümtaz ziellos durch Istanbul und ergeht sich dabei in schmerzhaften Erinnerungen an glückliche Tage mit der ehemaligen Geliebten und seine traumatische Kindheit, geprägt durch den gewaltsamen Tod des Vaters, der von Soldaten erschossen wurde, und den bald darauffolgenden Tod der Mutter.
Zweiter Teil: Nuran
Im Zentrum steht die Romanze zwischen Mümtaz und Nuran, die sich gerade von ihrem Ehemann Fâhir Bey getrennt hat, nachdem dieser sie mit einer anderen betrog. Nuran blüht in der Beziehung zu Mümtaz auf, fühlt sich aber zwischen der neuen Liebe und ihren mütterlichen Pflichten hin- und hergerissen: Ihre Tochter Fatma kann Mümtaz nicht leiden und lehnt eine zweite Ehe der Mutter ab. Trotz dieser Hindernisse träumen die Frischverliebten von einer gemeinsamen Zukunft und schmieden Pläne für das künftige Zusammenleben. Nuran muss aber erst eine gesetzliche Frist abwarten, um wieder heiraten zu können.
Dritter Teil: Suat
Mümtaz und Nuran verkehren in intellektuellen Kreisen. Bei gemeinsamen Abendessen lauscht man den Klängen traditioneller türkischer Musik und diskutiert über Dichtung und Kultur und die Schwierigkeiten der Identitätsfindung zwischen Orient und Okzident, Tradition und Fortschritt, Individualismus und Gemeinschaftsgeist. Nuran besorgt für den Winter eine Wohnung in der Stadt und richtet sie ein. Dennoch wird Mümtaz zunehmend von Verlustängsten geplagt. Verstärkt werden seine Ängste durch Begegnungen mit Suat, einem ehemaligen Studienkollegen und früheren Verehrer Nurans, der Nuran nun mit allen Mitteln zurückgewinnen möchte. Suat ist schwer krank, zutiefst unglücklich in seiner Ehe, moralisch haltlos und des Lebens überdrüssig. Als er zufällig den Schlüssel zu Nurans Wohnung findet, den diese zuvor verloren hat, nutzt er diese Gelegenheit für einen letzten Akt der Zerstörung – er verschafft sich Zutritt zur Wohnung und hängt sich dort auf. Auf Nuran erzielt er damit die erwünschte Wirkung: An ein glückliches Leben mit Mümtaz in diesen Räumen ist nicht mehr zu denken – sie sieht Suats Selbstmord als Zeichen des Schicksals und löst die Verlobung.
Vierter Teil: Mümtaz
İhsans Zustand verschlechtert sich. Mümtaz bricht in der Nacht auf, um einen Arzt zu holen. Auf dem Weg reflektiert er seine gescheiterte Beziehung. Schließlich findet er einen Militärarzt, mit dem er den Zustand des Kranken, aber auch die angespannte politische Situation bespricht. Im Morgengrauen wird Mümtaz noch einmal los geschickt, um Medizin zu besorgen. Diesmal erscheint ihm Suat als Geist. Mümtaz zerbricht auf der Flucht vor der Erscheinung die Medikamente, die sich aber mittlerweile als überflüssig erweisen. İhsan braucht nun, so teilt der Militärarzt mit, „überhaupt nichts mehr“. Aus dem Radio hört Mümtaz, dass der Zweite Weltkrieg ausgebrochen ist.

## Themen
Der Originaltitel des Romans lautet Huzur. Dieses osmanische Lehnwort aus dem Arabischen beschreibt eine vor allem bei Vertretern der Oberschicht in der Spätphase des Osmanischen Reiches typische Mentalität, einen Lebensstil, der sich in Anlehnung an die Traditionen der Mystik vor allem durch Ataraxie, ein Streben nach Seelenfrieden, innerer Ruhe und Distanz zum Lebenstrieb auszeichnet. Als Titel für diesen Roman ist der Begriff nicht ohne Ironie, ist die eingefangene Grundstimmung doch eher düster, selbst in Augenblicken erfüllter Liebe nie völlig frei von Zweifeln und dunklen Ahnungen. Zwischenmenschliche Verstrickungen und private Probleme stehen im Mittelpunkt des Romanes und geben wenig Anlass für den Pathos einer oberflächlichen Menschheitsbeglückung und -befreiung. Die Hauptfigur Mümtaz sehnt sich nach diesem titelgebenden Seelenfrieden vergeblich. Stattdessen bildet der Roman Unruhe und extreme Gefühle ab – Liebeswonne, Lebensfrömmigkeit, Weltgenuss, aber auch tiefe Verzweiflung und pure Bosheit.
Ein weiterer für das Verständnis des Werkes zentraler Begriff ist Huzun, eine besondere, für Istanbul typische Ausprägung von Melancholie. Der türkische Schriftsteller Orhan Pamuk hat diese besonders lähmende, fatalistische, spezielle türkische Melancholie, die sich beim Wandern durch Istanbuls enge, gewundene Seitengassen einstellt, bei der westlichen Leserschaft bekannt gemacht und nennt dafür in seinen Memoiren Tanpınars Roman als charakteristisches Beispiel. Sowohl Mümtaz und Nuran sehen ihre Romanze von Anfang an unter einem schlechten Stern und denken noch im Moment des höchsten Liebesglücks bereits an den unvermeidlichen Liebeskummer. Schicksalsergeben auf das unentrinnbare Ende zusteuernd, erforscht das Paar gemeinsam die verfallende Stadt, die ihre Glanzzeit hinter sich gelassen hat, als wolle Tanpınar mit der Schilderung dieser Spaziergänge diese Vergangenheit für seine Leser katalogisieren und zurückgewinnen.
Nicht zuletzt dient der Roman als literarisches Denkmal einer Stadt. Istanbul befindet sich zum Zeitpunkt der Handlung in einer besonders kritischen Phase seiner Geschichte, kurz nach dem Zusammenbruch des Osmanisches Reichs, am Übergang zu einem Türkischen Staat nach europäischem Vorbild. Die Stadt leidet an den Nachwirkungen des Ersten Weltkriegs und steigender Armut. Ganze Bevölkerungsgruppen wurden aus der einst kosmopolitischen Stadt vertrieben. Der Status als Großmacht ging verloren und der neue Türkische Staat übt Druck aus, alle Erinnerung an die osmanische Vergangenheit zu verbannen. Die nun erforderliche Entwicklung einer neuen nationalen Identität erweist sich als schwieriges Projekt; Kemal Atatürks Bestrebungen die traditionelle osmanische Kultur durch westliche Einflüsse zu modernisieren verlaufen nicht reibungslos. Sichtbar werden diese Spannungen zwischen Osten und Westen auch in der Beziehung zwischen Mümtaz, dem jungen Intellektuellen, der von Baudelaire schwärmt und sich gerne in abstrakten Überlegungen verliert, und Nuran, einer etwas älteren, geschiedenen Frau aus einer angesehenen Familie. Nurans Ahnen waren Meister traditioneller türkischer Musik, eine Kunstform, die auf Originalität verzichtet und stattdessen Wiederholung und religiöse Andacht betont. Nuran selbst ist eine begabte Sängerin traditioneller Lieder. Die Schilderung eines musikalischen Abends, an dem beide teilnehmen, treibt schließlich den Kontrast zwischen Ost- und West auf die Spitze. Als Nuran in das Lied einstimmt, während Mümtaz sie beobachtet, zeigt sich die zunehmende emotionale Entfernung zwischen den beiden.

## Form
Seelenfrieden ist ein moderner Roman, der traditionelle Formen des Erzählens hinter sich lässt. Statt die Ereignisse in einer linearen Chronologie darzustellen, setzt Tanpınar auf ein Erzählverfahren, das Retrospektive, Gegenwart und indirekt auch die Zukunft zusammen erzählt. Dementsprechende spielen Zeit und unterschiedliches Zeitempfinden eine entscheidende Rolle in diesem Roman. Zeit erscheint darin sowohl als mystisches Kontinuum als auch als hektische Abfolge historischer Ereignisse. Hier wird der Einfluss Henri Bergsons sichtbar, dessen Schriften Tanpınar stark beeindruckten. Tanpınar übernimmt von ihm einen Zeitbegriff, der Zeit einmal als Zeit (temps) im konventionellen Sinn, und einmal als Dauer (durée) auffasst. Zeit vergeht, Dauer wird erfüllt. Beidem gemeinsam ist der Augenblick, der sich als fließender Übergang in der Abfolge von Ereignissen aber als auch punktueller Ort im Strom der Zeit begreifen lässt.

## Einordnung in die Literaturgeschichte
Seelenfrieden wurde mit dem Roman Ulysses von James Joyce verglichen. In beiden Romanen geht es um einen jungen Protagonisten, der bei seiner Erkundung der Stadt auch sein eigenes Innenleben erkundet. In beiden Romanen gibt es Schilderungen von Kaffeehausgesprächen unterbeschäftigter Intellektueller in einem Land am Rand von Europa und in beiden Romanen werden innere Monologe eingesetzt. Letztlich bleiben diese Ähnlichkeiten aber eher an der Oberflächliche. Als treffenderer Vergleich werden die Werke des griechisch-alexandrinischen Dichters Konstantinos Kavafis genannt.
Durch seinen Hang zu Melancholie und Ästhetizismus entsprach Tanpınar mit diesem Roman nicht dem Zeitgeist. Zum Zeitpunkt der Veröffentlichung dominierten sozialrealistisch-marxistische Tendenzen. Tanpınars Melancholie passte nicht zur vorherrschenden Poetik der Menscheitsbeglückung und der Forderung nach patriotischem Optimismus. Seine Faszination von der Vergangenheit, seine Bestehen auf dem Erinnern wurde 1940 als reaktionäre Haltung gesehen. Während überzeugte Kemalisten in ihrem Ringen um eine neue, fortschrittliche nationale Identität in der Nachahmung des Westens eine Lösung suchten, fand Tanpınar Stolz und Hoffnung auf Regeneration in einer türkischen Lebensweise, wie sie bereits praktiziert wurde. Er suchte dabei allerdings durchaus im Einklang mit den Kemalisten nach einem spezifisch türkischen Istanbul, das nach der Vertreibung der Armenier und Griechen aus Istanbul von der einst kosmopolitischen Metropole zurückblieb. Als Nationalist, der aber auch durch westliche Schriftsteller beeinflusst wurde, strebte Tanpınar nach einem Mittelweg zwischen der Türkei und Europa.

## Rezeption
Literaturkritiker wie Şükran Kurdakul fanden anfangs noch wenig Lob für Tanpınars Prosawerke. Erst später erfolgte eine Neubewertung Tanpınars als bedeutender türkischer Romanschriftsteller. Sein Roman Seelenfrieden wird von vielen nun als Meisterwerk türkischer Romankunst im 20. Jahrhundert betrachtet.
Der Austin Chronicle bestätigt die unbestreitbare historische Bedeutung des Romans und lobt die spannende Ausgangssituation, kritisiert aber auch den mangelnde Fokus der Erzählung und die hochtrabende Prosa, die die Lektüre manchmal anstrengend macht. In dieselbe Kerbe schlägt die Frankfurter Allgemeine Zeitung: dem Roman wird zwar ein singulärer Rang in der türkischen Literatur des zwanzigsten Jahrhunderts zugewiesen; auch hier ist der Kritiker aber befremdet vom hohen Ton und der vergeistigten Glut mancher Passagen.
Orhan Pamuk, der Tanpınar  zu seinen wichtigsten Vorbildern zählt, schätzt Seelenfrieden als "bedeutendsten Roman, der je über Istanbul geschrieben wurde.
Im Deutschlandfunk wird festgestellt, der Roman zerfalle in zwei Teile: eine schöne, scheiternde Liebesgeschichte, durchsetzt mit gelegentlichen Grundsatzdiskussionen über die türkische Identität. Dennoch wird auch hier Pamuks Urteil, es handle sich um einen der bedeutendsten Istanbul-Romane, geteilt.